# 复州城镇
复州城镇，是中华人民共和国辽宁省大連市瓦房店市下辖的一个乡镇级行政单位。 区域面积132.01平方千米。

## 行政区划
复州城镇下辖以下地区：
古城社区、新城社区、岳山村、八里庄村、双龙村、镇海村、大窑村、永丰村、古井村、古台村、大河村、东瓦村、莲花村、安台村、岗后村、小逄村和大河农场生活区。